# Рукаярви, Энни
Энни Эрика Рукаярви (фин. Enni Eriika Rukajärvi; род. 13 мая 1990, Куусамо, Финляндия) — финская сноубордистка, двукратный призёр зимних Олимпийских игр (2014 и 2018) и чемпионка мира 2011 года в слоупстайле. Чемпионка (2011) и серебряный призёр (2012) зимних X-Games.  
На церемонии открытия зимних Олимпийских игр 2014 года в Сочи спортсменка была знаменосцем олимпийской команды Финляндии.
На Олимпиаде в Южной Корее, где из-за погодных условий в финале спортсменки выполняли только два спуска, при этом в зачёт шёл результат лучшего из них, в первом спуске Рукаярви упала и была после него только на десятом месте, однако сумела показать хороший результат во втором спуске и попасть в призёры.

## Результаты выступлений в Кубке мира
| 2012-13 Итоги | 2012-13 Итоги | Кардона | Рука | Купер | Купер | ЧМ Стоунхем | ЧМ Стоунхем | Парк-Сити | Сочи | Сочи | Шпиндлерув-Млин | Сьерра-Невада | Сьерра-Невада |
| Очков         | Место         | Х-П     | Х-П  | С-С   | Х-П   | С-С         | Х-П         | Х-П       | С-С  | Х-П  | С-С             | C-C           | Х-П           |
| 1000          | 15            | -       | CANC | -     | -     | -           | -           | -         | CANC | -    | 1               | -             | -             |

| 2010-11 Итоги | 2010-11 Итоги | Зас Фе | Ла Молина ЧМ | Ла Молина ЧМ | Ябули | Стоунхем | Калгари | Калгари | Бардонеккия | Бардонеккия | Ароза |
| Очков         | Место         | Х-П    | Х-П          | С-с          | Х-П   | Х-П      | Х-П     | С-с     | Х-П         | С-с         | Х-П   |
| 100           | 46            | 21     | 21           | 1            | -     | -        | -       | -       | -           | -           | -     |